# Jalca

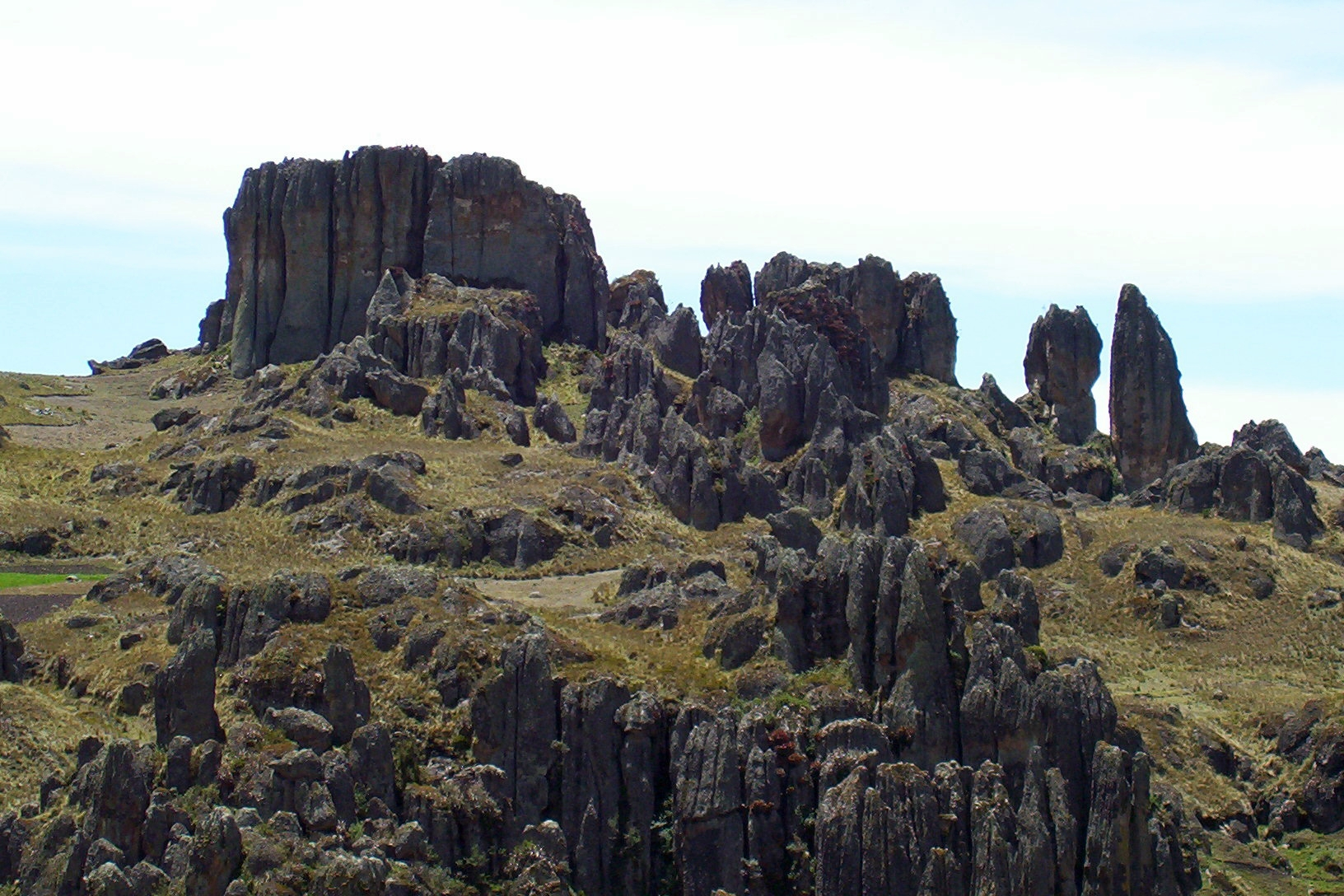
Formacja skalna w obrębie jalca w okolicach Cajamarca

Jalca – trawiasta formacja roślinna występująca w Andach powyżej górnej granicy lasu, głównie w północnym Peru. Ma charakter pośredni między paramo i puna, przy czym zaliczana jest do tej drugiej jako jej najbardziej wilgotna postać. Jalca wyróżnia się ze względu na opady – większe niż w suchej, położonej dalej na południu typowej formacji puna, ale mniejsze niż w występującej dalej na północy formacji paramo. Budują ją głównie kępiaste trawy. 